# Metopia monunguis
Metopia monunguis är en tvåvingeart som beskrevs av Thomas Pape 1986. Metopia monunguis ingår i släktet Metopia och familjen köttflugor.
Artens utbredningsområde är Tanzania. Inga underarter finns listade i Catalogue of Life.